# Laia Pons
Laia Pons, född den 24 april 1993 i Granollers, Spanien, är en spansk konstsimmare.
Hon tog OS-brons i lagtävlingen i konstsim i samband med de olympiska konstsimstävlingarna 2012 i London.